# Teden Mengi
Teden Mambuene Mengi (Mánchester, Inglaterra, 30 de abril de 2002) es un futbolista británico que juega como defensa en el Luton Town F. C. de la League One de Inglaterra.

## Trayectoria
Mengi jugó en la academia del Manchester United en las categorías sub-16, sub-18 y sub-23. Hizo su primera aparición con el United en el partido de la Premier League sub-18 contra el Sunderland el 28 de octubre de 2017. Firmó su primer contrato profesional en septiembre de 2019. Jugó tres partidos para el equipo sub-21 del United en la EFL Trophy 2019-20, y debutó contra el Lincoln City el 1 de octubre de 2019. Debutó con el equipo absoluto por primera vez como suplente en un partido de la Europa League contra el Astana el 28 de noviembre de 2019.
El 5 de agosto de 2020 hizo su debut profesional como suplente en un partido de la Liga Europa de la UEFA contra el LASK.
El 1 de febrero de 2021 fue cedido al Derby County F. C. hasta final de temporada. Sin embargo, en abril regresó al club mancuniano tras sufrir una lesión que le haría perderse las últimas jornadas del curso. De cara a la segunda mitad del curso 2021-22 volvió a salir en forma de cesión, esta vez al Birmingham City F. C.
El 31 de agosto de 2023 se desvinculó definitivamente de la entidad mancuniana al ser traspasado al Luton Town F. C.

## Selección nacional
Mengi ha jugado para varios equipos juveniles de Inglaterra. Jugó para el equipo sub-15 en 2016, y gradualmente se fue integrando a los equipos mayores.
Mengi hizo su primera aparición como suplente el 9 de junio de 2019, en el partido ante la selección sub-17 de Australia, donde los ingleses ganaron con un resultado de 3-2.
Finalmente Mengi hizo su debut como titular el 8 de septiembre de 2019, en un partido ante la selección sub-18 de Brasil, donde ambas selecciones empataron con un resultado de 1-1.

## Vida privada

### Familia
Mengi nació en Mánchester, Inglaterra y es de ascendencia angoleña.

## Estadísticas

### Clubes
| Club | Div.          | Temporada     | Liga(1) | Liga(1) | Copas nacionales(2) | Copas nacionales(2) | Torneos internacionales | Torneos internacionales | Total | Total |
| Club | Div.          | Temporada     | Part.   | Goles   | Part.               | Goles               | Part.                   | Goles                   | Part. | Goles |
| --- | ------------- | ------------- | ------- | ------- | ------------------- | ------------------- | ----------------------- | ----------------------- | ----- | ----- |
| Manchester United F. C. Inglaterra                                                                            | 1.ª           | 2019-20       | 0       | 0       | 0                   | 0                   | 1                       | 0                       | 1     | 0     |
| Manchester United F. C. Inglaterra                                                                            | 1.ª           | 2020-21       | 0       | 0       | 0                   | 0                   | 0                       | 0                       | 0     | 0     |
| Derby County F. C. Inglaterra                                                                                 | 2.ª           | 2020-21       | 9       | 0       | ―                   | ―                   | ―                       | ―                       | 9     | 0     |
| Derby County F. C. Inglaterra                                                                                 | Total club    | Total club    | 9       | 0       | 0                   | 0                   | 0                       | 0                       | 9     | 0     |
| Manchester United F. C. Inglaterra                                                                            | 1.ª           | 2021-22       | 0       | 0       | 0                   | 0                   | 1                       | 0                       | 1     | 0     |
| Manchester United F. C. Inglaterra                                                                            | Total club    | Total club    | 0       | 0       | 0                   | 0                   | 2                       | 0                       | 2     | 0     |
| Birmingham City F. C. Inglaterra                                                                              | 2.ª           | 2021-22       | 9       | 0       | 1                   | 0                   | ―                       | ―                       | 10    | 0     |
| Birmingham City F. C. Inglaterra                                                                              | Total club    | Total club    | 9       | 0       | 1                   | 0                   | 0                       | 0                       | 10    | 0     |
| Luton Town F. C. Inglaterra                                                                                   | 1.ª           | 2023-24       | 30      | 1       | 5                   | 0                   | ―                       | ―                       | 35    | 1     |
| Luton Town F. C. Inglaterra                                                                                   | 2.ª           | 2024-25       | 20      | 1       | 0                   | 0                   | ―                       | ―                       | 20    | 1     |
| Luton Town F. C. Inglaterra                                                                                   | Total club    | Total club    | 50      | 2       | 5                   | 0                   | 0                       | 0                       | 55    | 2     |
| Total carrera                                                                                                 | Total carrera | Total carrera | 68      | 2       | 6                   | 0                   | 2                       | 0                       | 76    | 2     |
| (1)Incluidos los datos de la Premier League (2019-20-act.) (2)Incluidos los datos de la FA Cup (2019-20-act.) |               |               |         |         |                     |                     |                         |                         |       |       |

## Palmarés

### Títulos nacionales
| Título          | Club                    | País       | Año  |
| --------------- | ----------------------- | ---------- | ---- |
| Copa de la Liga | Manchester United F. C. | Inglaterra | 2023 |